# ポルトガルワイン

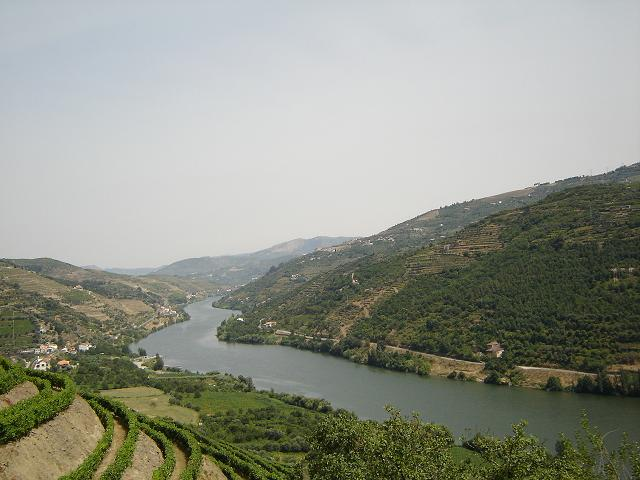
ドウロ川のワイン畑

ポルトガルワイン（ポルトガル語：Vinho de Portugal）は、ポルトガル共和国で生産されるワインである。

## 概要

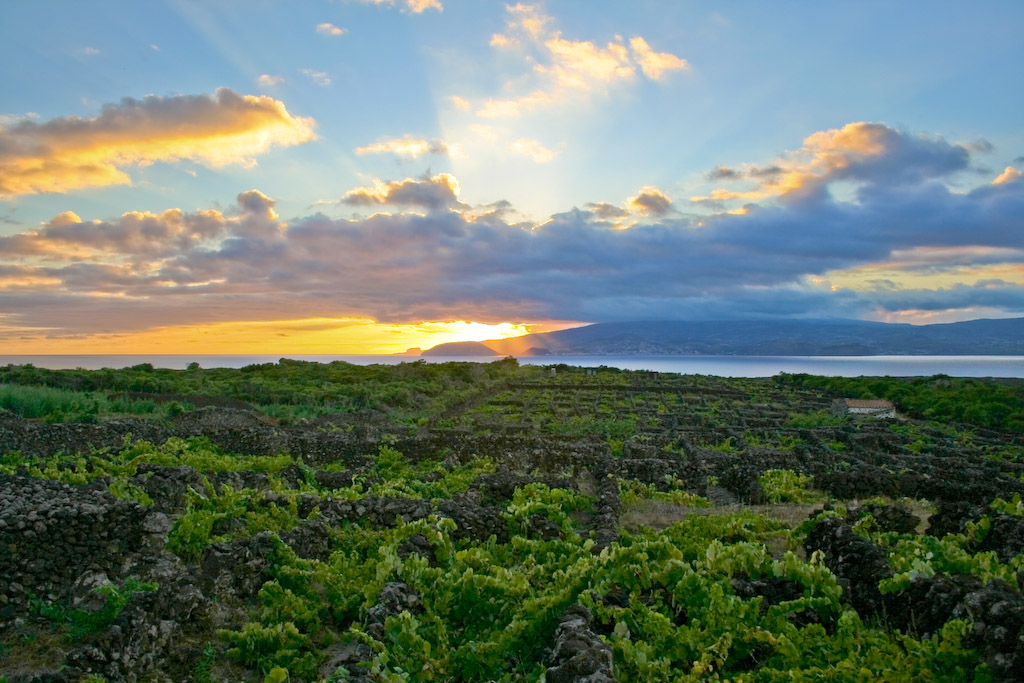
アゾレス諸島ピコ島の、石垣が特徴的な世界遺産「ピコ島のブドウ畑」

ポルトガルは、ヨーロッパでも最も長いワイン生産の歴史を持つ国の一つである。ポルトガルには、今から2,000年以上前にフェニキア人やカルタゴ人たちによって、ワイン文化が伝えられた。現在のポルトガルの南半分にあたる地域に位置した古代ローマの属州ルシタニアの名はワインと饗宴の神バックスの息子または従者とされるルスス（Lusus）に由来するとされ、ローマ帝国の時代にはローマにワインを輸出していた。日本に初めて伝えられたぶどう酒「珍酡」（ちんだ）もポルトガルの赤ワインであり、これはポルトガル語で赤ワインを指すヴィニョ・ティント（vinho tinto）の「赤」（ティント）への当て字である。近代には、優良産地を保護するための原産地呼称制度をいち早く制度化した。ポルトガルはワイン生産にちなんだ二つの世界遺産（「アルト・ドウロ・ワイン生産地域」と「ピコ島のブドウ畑文化の景観」）を持つ。

## 主な生産地

### ヴィーニョ・ヴェルデ
ヴィーニョ・ヴェルデ（Vinho Verde）は、ポルトガルの西北端の大西洋に面するミーニョ地方で作られるワインである。弱発泡性で酸味がやや強く、フレッシュでさっぱりしたワインである。若飲み用。ドイツのフランケン地方のワインのような平たい瓶に入っているものもある。明るい草色の白ワインがよく知られているが、実際には白のヴィーニョ・ヴェルデは全体の6割ほどで、残りはほとんど赤であり、ロゼのヴィーニョ・ヴェルデも少数ながら生産されている。

### ポルト・エ・ドウロ

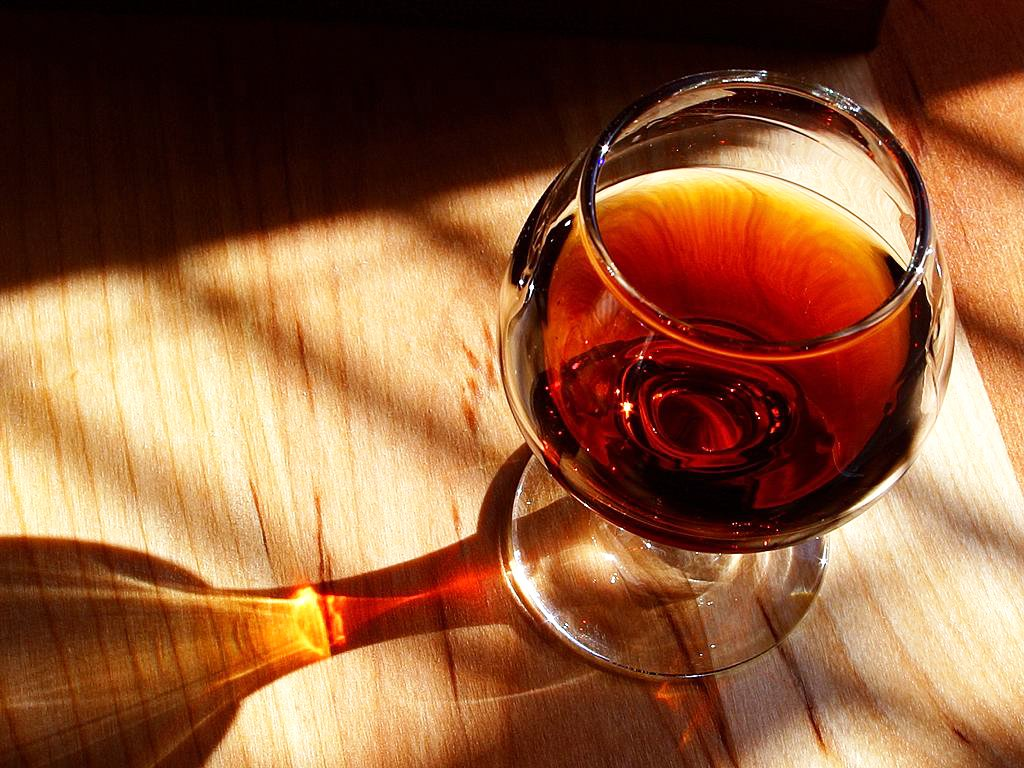
酒精強化ワインのひとつ、ポートワイン

ヴィーニョ・ド・ポルト（Vinho do Porto）またはポートワインとは、ドウロ川上流で栽培されたブドウを原料としたワインで、醗酵の途中でブランデーを加えて醗酵を止めたものである。アルコール度数は高めで、甘口。またドウロ地域では通常のスティル・ワインも多く作られており、ポート：スティルの比率も4：6となっている。

### マデイラ

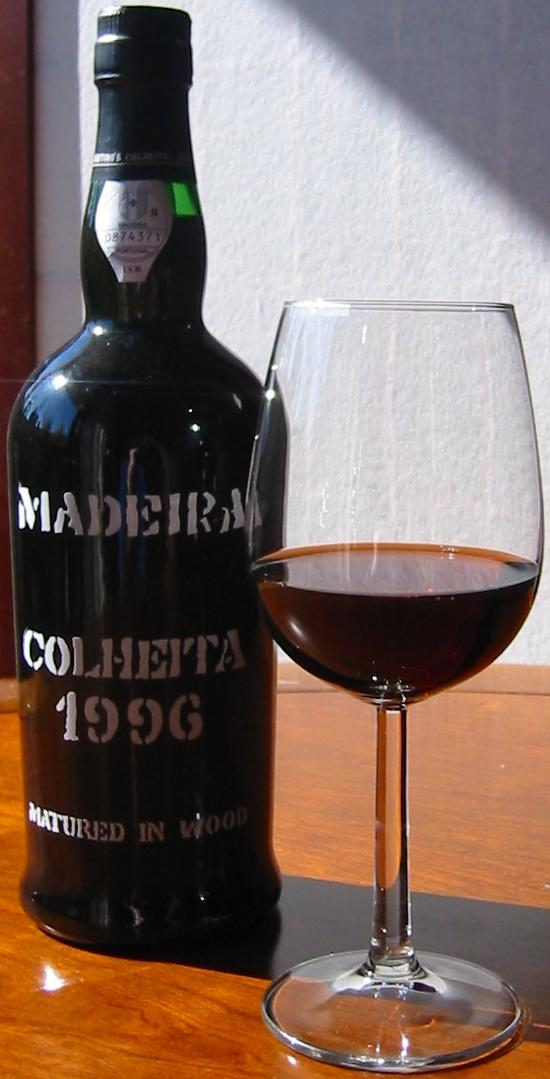
同じく酒精強化ワインのひとつ、マデイラ・ワイン

ポルトガル本土ではないが、大西洋上のポルトガル自治領であるマデイラにおいても、独自の酒精強化ワインが作られている。

### ダン
北中部、エストレーラ山脈の麓、ダン川流域の丘陵地帯。作家・檀一雄が名前つながりでこの地区のワインを愛飲していた。（ただし檀は1970年秋～1972年初頭までポルトガルに滞在していた折、後述のリスボン近郊トーレス・ベドラスに居住していた。）

### リスボア
首都リスボン北部の沿岸～内陸にかけての地域でアレンケル、ブセラス、アルダ、コラレス、オビドス・エ・ロウリーニャ、トーレス・ベドラス等の地区を包含する。

### アレンテージョ
南部の内陸部に広がる緩やかな丘陵地帯。使用する品種やブレンドのしかたなどの自由度が高く、あえてヴィーニョ・レジオナル格付（IGP相当）として作られるワインが多い。